# Крюков, Николай Васильевич
Николай Васильевич Крюков (1907—1942) — советский лётчик авиации дальнего действия в Великой Отечественной войне, Герой Советского Союза (16.09.1941). Майор.

## Биография
Николай Васильевич Крюков родился 22 мая 1907 года в деревне Крюково Бабушкинского района Вологодской области в семье крестьянина. Русский.
Окончил 4 класса, работал в сельском хозяйстве.
В Красной Армии с 1 октября 1929 года. Окончил Борисоглебскую военную авиационную школу пилотов в 1933 году. Служил в 41-м скоростном авиаполку Московского военного округа в Калинине. В составе эскадрили полка был в правительственной командировке в Китае в 1937—1938 годах, участвовал в Японо-китайской войне в составе Национально-революционной армии Китая. В составе полка участвовал в советско-финской войне 1939—1940 годов. Член ВКП(б)/КПСС с 1937 года.
Участник Великой Отечественной войны с 22 июня 1941. Воевал командиром эскадрильи, заместителем командира 7-го дальнебомбардировочного авиационного полка. Летал на самолёте «ДБ-3ф».
Командир эскадрильи 53-го дальнебомбардировочного авиационного полка (40-я авиационная дивизия дальнего действия, АДД) капитан Крюков Николай Васильевич к сентябрю 1941 года совершил многократные боевые вылеты на бомбардировку военно-промышленных объектов в глубоком тылу врага, включая бомбардировки Берлина советской авиацией в 1941 году, а также по Кёнигсбергу, Данцигу, Вильнюсу и другим объектам.
Звание Герой Советского Союза присвоено указом Президиума Верховного Совета СССР от 16 сентября 1941 года.
20 мая 1942 года командир 3-й эскадрильи 750-го авиаполка 17-й авиадивизии авиации дальнего действия майор Крюков Н. В. со своим экипажем: штурман-майор Г. С. Мусихин, радист-стрелок старший сержант Н. П. Клюзко, воздушный стрелок М. И. Новохатько, летали бомбить военные объекты в Мариупольском порту. На обратном пути к аэродрому Советская (Краснодар) обходил грозовой фронт, но в районе станицы Дагестанская Майкопского района Краснодарского края самолёт от удара молнии рухнул на землю. Экипаж погиб.
Похоронен в станице Дагестанская Майкопского района Адыгейской Автономной области Краснодарского края (ныне Республика Адыгея).

## Награды
- Медаль «Золотая Звезда»,
- орден Ленина,
- орден «Знак Почёта».

## Память
- Имя Героя высечено золотыми буквами в зале Славы Центрального музея Великой Отечественной войны в Парке Победы города Москвы.
- В станице Дагестанской установлен памятник экипажу Героя Советского Союза Н. В. Крюкову.